# Ibrahim Tanko
Ibrahim Tanko (Kumasi, 25 luglio 1977) è un allenatore di calcio ed ex calciatore ghanese, di ruolo attaccante.

## Carriera

### Giocatore

#### Club
Dopo aver debuttato in patria con i Kings Faisal Babes, nel 1994 si sposta in Germania e viene ingaggiato dal Borussia Dortmund, dove rimane per sei stagioni nelle quali gioca complessivamente 52 partite, dando comunque il suo contributo per la vittoria di alcuni trofei sia sul piano nazionale che internazionale. Lascia i gialloneri nel dicembre 2000.
Nel gennaio 2007 passa al Friburgo dove gioca con maggiore continuità. Lascia il calcio giocato a soli 30 anni.

#### Nazionale
Ha disputato 10 presenze con la nazionale ghanese, con cui prende parte alla Coppa delle nazioni africane 1996.

## Palmarès

### Giocatore

#### Club

##### Competizioni nazionali
- Campionato tedesco: 2

Borussia Dortmund: 1994-1995, 1995-1996
- Supercoppa di Germania: 2

Borussia Dortmund: 1995, 1996
- Campionato tedesco di seconda divisione: 1

Friburgo: 2002-2003

##### Competizioni internazionali
- UEFA Champions League: 1

Borussia Dortmund: 1996-1997
- Coppa Intercontinentale: 1

Borussia Dortmund: 1997